# Frères du Sacré-Cœur
Les Frères du Sacré-Cœur (en latin : Fratres a Sacratissimo Corde Jesu) forment une congrégation laïque masculine de droit pontifical qui se consacre à l'éducation de la jeunesse. 

## Historique

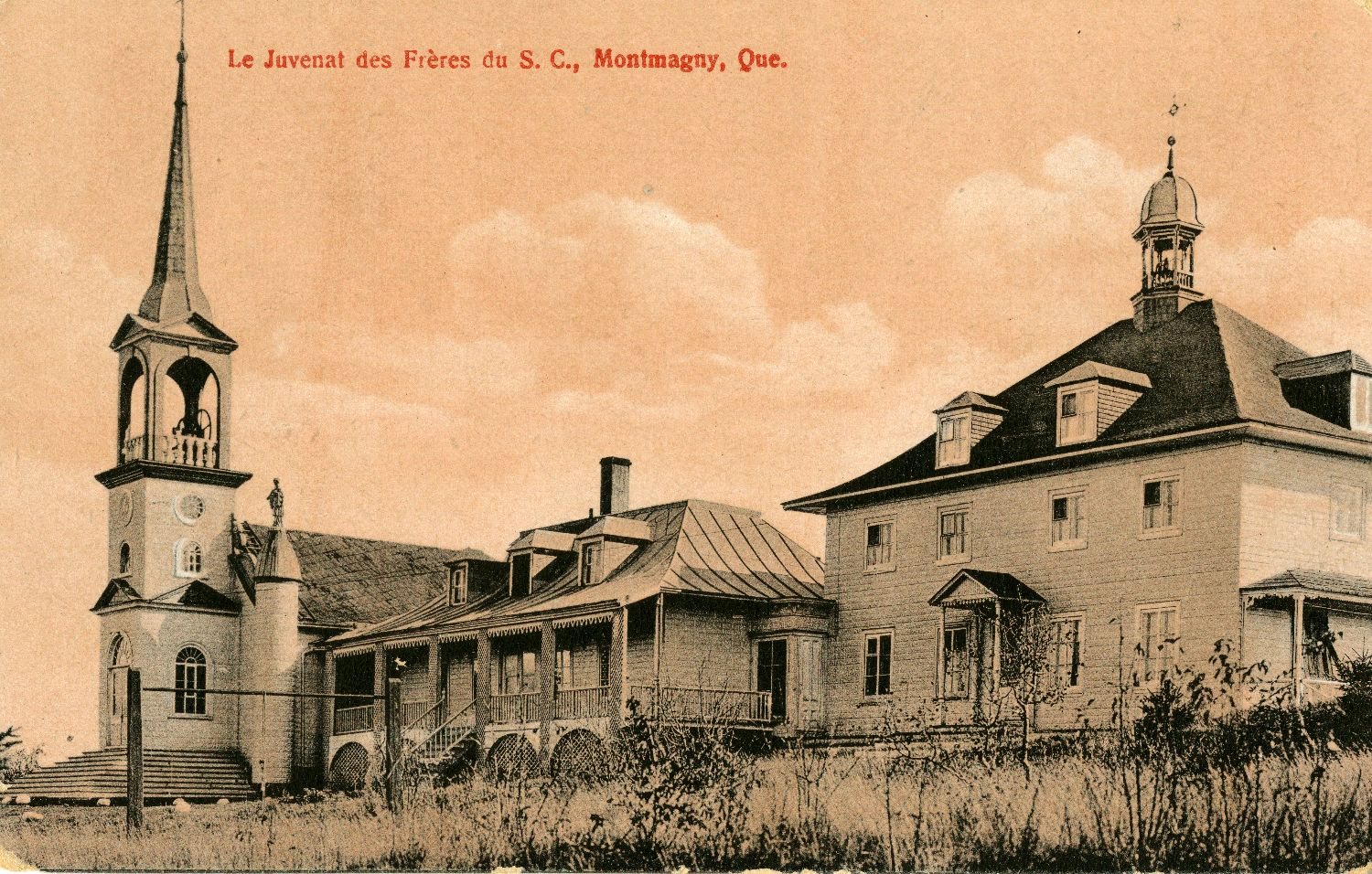
Juvénat à Montmagny (Québec) en 1930

L'institut des Frères du Sacré-Cœur a vu le jour à Lyon en France, en 1821.  Il s'occupe de l'éducation chrétienne des garçons. Le Père André Coindre, né en 1787, en est le fondateur et la dirigea comme Supérieur général jusqu'à sa mort en 1826.
Les frères dirigent des écoles, des collèges, des lycées, orphelinats et instituts pour sourds-muets.
Ils sont présents en :
- Europe : France, Espagne, Italie, Royaume-Uni.
- Afrique : Burkina Faso, Cameroun, Côte-d’Ivoire, Guinée, Kenya, Lesotho, Mali, Ouganda, Sénégal, Tchad, Togo, Zambie, Zimbabwe et Madagascar
- Amérique du Nord : Canada, États-Unis, Haïti
- Amérique du Sud : Argentine, Brésil, Chili, Colombie, Pérou, Uruguay
- Asie : Nouvelle-Calédonie, Philippines, Vanuatu, Wallis-et-Futuna

Les Frères du Sacré-Cœur opèrent des écoles et d'autres institutions au Canada, y compris 262 établissements scolaires, 24 centres de formation et 25 programmes parascolaires dans les années 1940.
En 2010, il comptait 1 200 frères. La maison généralice est à Rome.

## Abus sexuels
À la suite de deux actions collectives pour des sévices sexuels au Canada, un protocole d'accord, signé en septembre 2021, permet le versement de 60 millions de dollars aux victimes des Frères du Sacré-Cœur,.
Deux autres cas sont signalés en Afrique :
- Le prêtre québécois Marcel Courteau accusé d'avoir agressé des enfants à Madagascar, au Sénégal et au Togo. Il se réfugie à Sherbrooke[4].
- Le frère Albert Maës accusé de viols sur une quarantaine d'enfants en Guinée à Conakry, au sein du club de football qu'il avait fondé[5]. Il se réfugie au siège de la communauté à Lyon[6].